# Bronsvargen
Bronsvargen är scoutrörelsens högsta utmärkelse som utdelas av Världsscoutkommittén såsom erkänsla för individuellt enastående arbete för scoutrörelsen. Utmärkelsen är också den enda som utdelas av Världsscoutkommittén.

## Historia
I scoutrörelsens tidiga historia fanns ingen egentlig internationell utmärkelse. Lord Baden-Powell, rörelsens grundare, hade för vana att till bemärkta personer utdela den brittiska Silvervargen som var, och alltjämt är den brittiska scoutrörelsens högsta utmärkelse. Denna lösning ansågs dock inte vara optimal och förslag väcktes därför 1924 från Internationella kommittén, som den då hette, att instifta en internationell utmärkelse. Detta utmynnade emellertid inte något.
1932 väcktes frågan på nytt och efter ytterligare beredning instiftades utmärkelsen genom beslut av den 8:e världsscoutkonferensen i Stockholm 1935. Lord Baden-Powell blev den förste mottagaren och fick utmärkelsen under konferensen.

## Regler
Världsscoutkommittén röstar efter förslag från den särskilda  "Honours & Awards Committee". Den nominerade skall:
"Den nominerade skall ha tillhandahållit enastående service av den mest exceptionella karaktär för Världsscoutrörelsen. Detta måste normalt innehålla tjänster på världs- eller regional nivå och förväntas överstiga det ansvar som normalt förväntas i ens uppdrag eller ledningsrollen."

## Utdelning
I början av sin existens utdelades Bronsvargen mycket sparsamt, utdelning nummer 2-4 skedde vid den 9:e världsscoutkonferensen i Haag 1937 och därefter utdelades endast ytterligare 14 under de följande 20 åren. I takt med att scoutrörelsen vuxit kraftigt har emellertid en ökning av antalet mottagare blivit erforderlig och efter 1957 har utdelningstakten ökat markant, idag (2016) är riktlinjen att utdela utmärkelsen till högst en per 2 miljoner scouter varje år.
Fram till maj 2020 hade utmärkelsen utdelats 375 gånger, varav tio gånger till svenskar.
| Namn              | år   |
| ----------------- | ---- |
| Sten Thiel        | 1953 |
| Erik Ende         | 1977 |
| Sven H. Bauer     | 1978 |
| Carl XVI Gustaf   | 1982 |
| Marcus Wallenberg | 1982 |
| Arne Lundberg     | 1988 |
| Sven Erik Ragnar  | 1993 |
| Bertil Tunje      | 1996 |
| Göran Hägerdal    | 2020 |
| Fredrik Gottlieb  | 2023 |

## Utseende
Som namnet antyder utgörs själva utmärkelsen av en varg i brons som bärs om halsen i ett mörkgrönt band med gula kanter.